# Dimitri
Dimitri (Varianten Dimitrij, Dimitry) ist ein männlicher Vorname, der sich vom griechischen Namen Dimitrios ableitet, der neugriechischen Aussprache von Δημήτριος (in antiker, altgriechischer Aussprache Demetrios). Es kann sowohl direkt von Dimitrios als Kurzform abgeleitet sein als auch indirekt über das kirchenslawische Дмитрий (in moderner russischer Schreibung). Er bezieht sich auf Demetrios von Thessaloniki, einen griechischen Märtyrer aus dem 3. und 4. Jahrhundert und einen der wichtigsten Heiligen der Ostkirchen.
Historisch war er im Russischen gebräuchlich (Schreibungen Дьмитр[ии], Дъмитръ); heute ist dort praktisch ausschließlich die Form Dmitri üblich (russisch Дмитрий).

## Wortherkunft
Der Name leitet sich ab von Demeter (altgriechisch Δημήτηρ Dēmḗtēr, neugriechisch Δήμητρα Dímitra), der Göttin der Fruchtbarkeit. Die Etymologie dieses Namens ist nicht ganz klar; der zweite Teil μήτηρ mḗtēr bedeutet sicher „Mutter“, der Teil De- ist jedoch schwieriger zu erklären. Am weitesten verbreitet ist die Herleitung aus dem griechischen γῆ gḗ „Erde“, wobei Δῆ Dḗ eine lautliche Variante des nachgewiesenen dorischen δᾶ dá „Erde“ wäre.
Demnach bedeutet der Name „Mutter Erde“.

## Vorname
- Dimitrij Andrusov (1897–1976), tschechoslowakischer Geologe russischer Abstammung
- Dimitri Van den Bergh (* 1994), belgischer Dartspieler
- Dimitry Bertaud (* 1998), französischer Fußballtorwart
- Dimitrij von Brunnow (1753–1803), russischer Generalmajor
- Dimitri Bunzmann (* 1982), deutscher Schachspieler
- Dimitri Champion (* 1983), französischer Straßenradrennfahrer
- Dmitry Chepovetsky (* 1970), ukrainisch-kanadischer Schauspieler und Autor
- Dimitri Chpakov, (* 1989), deutscher Rapper
- Dimitri Diatchenko (1968–2020), US-amerikanischer Schauspieler und Musiker
- Dimitri De Fauw (1981–2009), belgischer Radrennfahrer
- Dimitri El Murr (* 1976), französischer Philosophiehistoriker, Hochschullehrer
- Dimitri Hegemann (* 1954), deutscher Kulturmanager
- Dimitry Imbongo (* 1990), französisch-kongolesischer Fußballspieler
- Dimitrij Kotschnew (* 1981), deutscher Eishockey-Torwart
- Dimitry McDuffie (* 1989), deutscher Basketballspieler
- Dimitri Mitropoulos (1896–1960), griechischer Dirigent, Komponist und Pianist
- Dimitrij Nazarov (* 1990), deutsch-aserbaidschanischer Fußballspieler
- Dimitrij Ovtcharov (* 1988), deutscher Tischtennisspieler
- Dimitri Pätzold (* 1983), deutscher Eishockey-Torwart
- Dimitri Payet (* 1987), französischer Fußballspieler
- Dimitri Reinderman (* 1972), niederländischer Schachgroßmeister
- Dimitri Romanow (1926–2016), Bankier, Philanthrop und Schriftsteller
- Dimitri von Rostow (1651–1709), von 1702 bis 1709 Metropolit in Rostow
- Dimitrij Schaad (* 1985), kasachisch-deutscher Schauspieler und Autor
- Dimitri Stein (1920–2018), US-amerikanischer Ingenieur, Hochschullehrer und Unternehmer
- Dimitri Steinmann (* 1997), Schweizer Squashspieler
- Dimitri Terzakis (* 1938), deutsch-griechischer Komponist
- Dimitri Tiomkin (1894–1979), russisch/ukrainisch-amerikanischer Filmkomponist und Dirigent
- Dmitri Wiktorowitsch Wassiljew (* 1979), russischer Skispringer

## Familienname
- David Dimitri (* 1963), Schweizer Seiltänzer
- Masha Dimitri, Schweizer Akrobatin
- Nina Dimitri, Schweizer Sängerin und Schauspielerin

## Künstlername
- Dimitri (Clown) (bürgerlich Dimitri Jakob Müller; 1935–2016), Schweizer Clown
- Dimitri From Paris (bürgerlich Dimitris Yerasimos; * 1963), House-DJ griechischer Abstammung
- Dimitri Vegas (bürgerlich Dimitrios Thivaios; * 1982), House-DJ griechischer Abstammung